# René-Édouard Caron

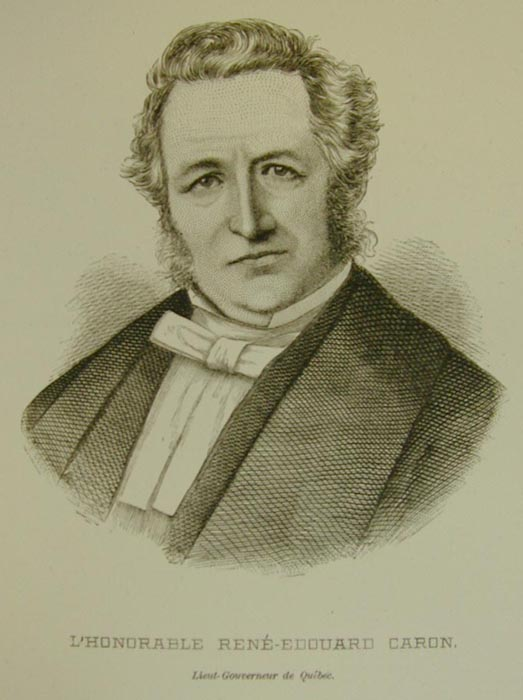
René-Édouard Caron

René-Édouard Caron (* 21. Oktober 1800 in Sainte-Anne-de-Beaupré, Niederkanada; † 13. Dezember 1876 in Sillery, Québec) war ein kanadischer Politiker und Richter. Er war zweimal Bürgermeister der Provinzhauptstadt Québec und gehörte dem Oberhaus der Provinz Kanada an. Schließlich amtierte er von 1873 bis zu seinem Tod als Vizegouverneur der Provinz Québec.

## Biografie
Caron studierte am Petit Séminaire de Québec und erhielt eine juristische Ausbildung in der Kanzlei von André-Rémi Hamel. 1826 wurde er als Rechtsanwalt zugelassen. 1833 ließ sich Caron in den Stadtrat von Québec wählen, von 1834 bis 1836 war er Bürgermeister. In seine Amtszeit, die bis 1836 dauerte, fiel eine Cholera-Epidemie, an der über 2.000 Einwohner starben. Von 1840 bis 1846 amtierte er ein zweites Mal als Bürgermeister.
Ebenfalls 1834 erfolgte die Wahl Carons in das Parlament der Kolonie Niederkanada, nach zwei Jahren trat er jedoch zurück. 1841 wurde er zum Mitglied des Oberhauses der Provinz Kanada ernannt und war dessen Speaker von 1843 bis 1847 sowie von 1848 bis 1853. Anschließend war er Richter am Appellationsgericht. 1859 war er als Mitglied einer von der Regierung eingesetzten Kommission an der Kodifizierung des Zivilrechts beteiligt. Generalgouverneur Lord Dufferin vereidigte Caron am 17. Februar 1873 als Vizegouverneur von Québec. Dieses repräsentative Amt übte er bis zu seinem Tod aus.
Sein Sohn Adolphe-Philippe Caron war später Unterhausabgeordneter und Verteidigungsminister. Tochter Corine heiratete Charles Fitzpatrick, der später Chief Justice des Obersten Gerichtshofes von Kanada und ebenfalls Vizegouverneur von Québec wurde. Tochter Marie-Joséphine heiratete den späteren Obersten Richter Jean-Thomas Taschereau und war die Mutter von Louis-Alexandre Taschereau, einem Premierminister Québecs.